# Grã-Bretanha nos Jogos Olímpicos de Verão de 2000
A Grã-Bretanha participou dos Jogos Olímpicos de Verão de 2000 em Sydney, Austrália.